# Peponidium parvifolium
Peponidium parvifolium là một loài thực vật có hoa trong họ Thiến thảo. Loài này được Arènes mô tả khoa học đầu tiên năm 1960.